# Daijirō
Daijirō (jap. 大二郎, 大二朗, 大次郎 oder 大治郎) ist ein japanischer männlicher Vorname.

## Bedeutung
Eine mögliche Lesart des Namens Daijirō ist „großer zweiter Sohn“.

## Namensträger
- Daijirō Higuchi (* 1983), japanischer Skispringer
- Daijirō Katō (1976–2003), japanischer Motorradrennfahrer
- Daijirō Takakuwa (* 1973), japanischer Fußballspieler